# Hilimbuasi (Lolowau)
Hilimbuasi is een bestuurslaag in het regentschap Nias Selatan van de provincie Noord-Sumatra, Indonesië. Hilimbuasi telt 306 inwoners (volkstelling 2010).